# Betsy Hassett
Elizabeth Doon Hassett (* 4. August 1990 in Titrangi) ist eine neuseeländische Fußballnationalspielerin.

## Karriere
Hassett begann ihre Fußballkarriere im Alter von 12 Jahren bei Green Bay Titrangi und schloss sich nach dessen Insolvenz dem Nachfolgeverein Bay Olympic SC an, wo sie in Jungenmannschaften spielte. Nach drei Jahren wechselte sie in die reine Frauen-Mannschaft der Three Kings United. 2006 ging sie ein Jahr an das Radford College in Canberra, Australien, um 2007 nach Auckland zurückzukehren, wo sie ein Stipendium am Avondale College erhielt. Im Frühjahr 2009 begann Hassett dann ihr 1V Studium an der University of California, Berkeley, wo sie derzeit in der Golden Bears Women Soccer Mannschaft steht. Am 31. Januar 2013 unterschrieb Hassett mit dem deutschen 2. Bundesliga-Verein SC Sand. Nachdem sie in der Rückrunde 2013 elf Tore in zehn Spielen für den SC Sand erzielt hatte, wechselte sie zum englischen Erstligisten Manchester City, mit dem sie 2014 den Ligapokal gewann. Im Jahr 2015 lief Hassett für den norwegischen Verein Amazon Grimstad FK auf.
In der Winterpause 2015/16 wechselte sie gemeinsam mit Mona Lohmann vom norwegischen Verein Amazon Grimstad FK zum Frauen-Bundesliga-Verein Werder Bremen. Nach 10 Spielen in der Rückrunde für Werder Bremen in der Frauen-Bundesliga und dem Abstieg von Werder wechselte Hassett in die Eredivisie zu AFC Ajax Amsterdam. In Amsterdam kam sie zu 20 Einsätzen, erzielte zwei Tore und verhalf Ajax zur ersten Meisterschaft im Frauenfußball sowie zum Pokalsieg. Am Ende der Saison wechselte sie nach Island, wo sie in der zweiten Saisonhälfte der Úrvalsdeild kvenna für KR Reykjavík spielte. Als Tabellenachter vermied KR den Abstieg knapp. 2018 kam sie in allen 18 Saisonspielen zum Einsatz, verpasste dabei keine Minute und erzielte ein Tor. Tabellarisch konnte sich KR nicht verbessern, erreichte aber das Pokalfinale, wo mit 1:3 gegen Lokalrivale Valur verloren wurde. Zur Saison 2020 wechselte sie zum Ligakonkurrenten UMF Stjarnan. Nach insgesamt sechs Spielzeiten in Island kehrte sie zurück in ihre Heimat.

### International
Ihr Debüt in der neuseeländischen A-Nationalmannschaft hatte die Mittelfeldspielerin bereits mit 17 Jahren am 16. Juni 2008 gegen Argentinien gegeben. Zwei Tage später wurde sie auch beim Spiel gegen Kanada eingewechselt. Danach musste sie aber bis zum Januar des nächsten Jahres auf ihr drittes Länderspiel warten.
Für ihr Heimatland nahm Hassett im November 2008 an der U-20-Fußball-Weltmeisterschaft der Frauen 2008 in Chile teil. Zwar konnten die Neuseeländerinnen gegen die Gastgeberinnen mit 4:3 gewinnen und gegen England ein 1:1 erreichen, da sie aber das erste Spiel gegen Nigeria mit 2:3 verloren hatten, schieden sie als Gruppendritte aus. Hassett kam in den drei Spielen zum Einsatz.
Beim Vier-Nationen-Turnier in China stand sie gegen die Gastgeberinnen erstmals in der Startelf und war 2009 Stammspielerin. Sie wurde nur im letzten Spiel des Jahres nicht eingesetzt. 2010 kam sie nur in den ersten fünf Spielen des Jahres zum Einsatz und stand dabei nicht immer in der Startelf. Sie spielte nun zunächst wieder für die U-20 und nahm im Juli 2010 in Deutschland an ihrer zweiten U-20 WM teil, scheiterte dort aber mit ihrem Team in der Vorrunde.
Für die Fußball-Ozeanienmeisterschaft der Frauen 2010 im Oktober wurde sie nicht berücksichtigt und wurde erst im letzten Spiel des Jahres wieder eingesetzt.
2011 wurde sie nur im letzten Testspiel vor der WM nicht eingesetzt und am 23. Juni 2011 in den Kader für die Fußball-Weltmeisterschaft der Frauen 2011 in Deutschland berufen. Bei der WM 2011 kam sie in den drei Gruppenspielen zum Einsatz, nach denen Neuseeland ausschied, aber beim 2:2 gegen Mexiko den ersten Punkt in einem WM-Spiel holte.
2012 wurde sie in allen Spielen eingesetzt und qualifizierte sich mit ihrer Mannschaft im Frühjahr durch zwei Siege gegen Papua-Neuguinea (7:0 und 8:0) für die Olympischen Sommerspiele 2012 in London. Bei den Olympischen Spielen verloren sie die ersten beiden Spiele gegen die Gastgeberinnen und Brasilien knapp mit 0:1 und gewannen dann gegen Olympia-Neuling Kamerun mit 3:1. Sie erreichten damit  erstmals das Viertelfinale bei einem Turnier außerhalb Ozeaniens, verloren dort aber gegen den späteren Goldmedaillengewinner USA mit 0:2.
2013, in einem Jahr ohne große Turniere, wurde sie ebenso in allen Spielen eingesetzt wie 2014, wo sie mit der Fußball-Ozeanienmeisterschaft der Frauen 2014 ihr erstes Turnier gewinnen konnte. Die Neuseeländerinnen qualifizierten sich damit für die  WM 2015. Bei der WM verloren sie das Auftaktspiel gegen WM-Neuling Niederlande mit 0:1, wodurch erstmals ein WM-Neuling sein erstes WM-Spiel gewinnen konnte. Gegen Kanada und China konnten dann zwar zwei Remis erreicht werden, dennoch schieden die Neuseeländerinnen in der relativ ausgeglichenen Gruppe als bester Gruppenletzter aus.
Am 23. Januar 2016 qualifizierte sich Hassett mit den All Whites durch ein 7:1 gegen Papua-Neuguinea für die Olympischen Sommerspiele 2016 in Rio de Janeiro, da Papua-Neuguinea zum Rückspiel drei Tage später nicht antrat. Im März 2016 nahmen die Neuseeländerinnen zum bisher einzigen Mal am Algarve-Cup teil, wo sie das Spiel um Platz 3 im Elfmeterschießen gegen Island verloren.
Sie wurde dann auch in den Kader für die Olympischen Spiele aufgenommen. Bei den Spielen verloren sie gegen Titelverteidiger USA und Frankreich mit 0:2 und 0:3. Durch den 1:0-Sieg gegen Kolumbien wurden sie zwar Dritte, schieden aber als schlechteste Gruppendritte aus.
Am 15. September 2017 machte sie bei der 1:3-Niederlage gegen die USA ebenso wie Annalie Longo und die US-Amerikanerin Kelley O’Hara ihr 100. Länderspiel – das einzige bekannte Spiel, in dem drei Spielerinnen zum 100. Länderspiel kamen.
Bei der Fußball-Ozeanienmeisterschaft der Frauen 2018 war sie beste Spielerin und half mit fünf Toren den Titel zu verteidigen. Als Turniergewinner qualifizierten sich die Neuseeländerinnen für die WM 2019 und die Olympischen Spiele 2020.
Im Frühjahr 2019 stand sie bei den drei Spielen beim Cup of Nations in der Startelf.
Am 29. April wurde sie für die WM in Frankreich nominiert. Bei der WM kam sie in den drei Gruppenspielen zum Einsatz, nach denen die Ferns ausschieden. Auch bei den wegen der COVID-19-Pandemie um ein Jahr verschobenen Olympischen Sommerspielen 2020 war ihr und ihrer Mannschaft kein Erfolgserlebnis vergönnt. Nach drei Niederlagen schieden sie wieder nach der Gruppenphase aus. Immerhin gelang ihr beim 1:6 gegen Weltmeister USA der Ehrentreffer für ihre Mannschaft.
Am 30. Juni 2023 wurde sie für den Kader der Mannschaft bei der Weltmeisterschaft 2023 nominiert, kam in jedem der drei Spiele ihres Teams zum Einsatz und schied mit ihrer Mannschaft nach der Vorrunde aus.
Ihr bisher letzten Einsätze hatte sie in der Ozeanien-Qualifikation für die Olympischen Spiele 2024, für die sich die Neuseeländerinnen mit fünf Siegen qualifizierten. An den Olympischen Spielen konnte sie wegen ihrer Schwangerschaft nicht teilnehmen.

## Erfolge
- Ozeanienmeisterin 2014 und 2018
- WSL-Pokalsiegerin 2014 (mit Manchester City)
- Niederländische Double-Gewinnerin 2016/17 (mit Ajax)

## Privates
Sie nahm in ihrer Heimat an verschiedenen Snowboard-Veranstaltungen teil und errang im September 2007 den ersten Platz im Boardercross in Turoa. Im August 2024 wurde sie Mutter eines Sohnes.